# ゼルダの伝説 知恵のかりもの
『ゼルダの伝説 知恵のかりもの』（ゼルダのでんせつ ちえのかりもの、英題：The Legend of Zelda: Echoes of Wisdom）は、任天堂より2024年9月26日に発売されたNintendo Switch用ゲームソフト。
本タイトルの発売と同日に、特別仕様となるNintendo Switch Lite本体「Nintendo Switch Lite ハイラルエディション」も発売された。

## ゲーム内容
Nintendo Switch版『ゼルダの伝説 夢をみる島』に近いビジュアルスタイルを採用した、見下ろし視点のアクションアドベンチャー。本作ではゼルダが操作キャラクターとなる。新アイテム「トリィロッド」を用い、町やフィールドにある物体を「借り」、任意のタイミングで出現させることで冒険を進めていく。フィールド内に点在する「裂け目」は「無の世界」への入り口となっており、その中にいるトリィの仲間を解放させることで「裂け目」をふさぐことができる。物語にかかわる裂け目にはハイラル王国に元から存在した遺跡やダンジョンがそのまま飲み込まれており、その最深層にいるボスを倒すことで飲み込まれていた区域が「無の世界」から解放され、ストーリーが進む。

### 基本システム
カリモノ
トリィロッドを使って、世界にある様々なモノや、一度倒した魔物を覚え、覚えたモノや魔物はいつでも出すことができる。同時に出せる数はコストの範囲内までで、超えると上書きされる。トリィがレベルアップすると最大コスト増加や、カリモノの必要コストが減る。
シンク
世界にある様々なモノや魔物にトリィを同調させ、ゼルダと同様に動かしたり、逆に動くものにゼルダが同調して動くことができる。自分が出したカリモノにも同調可能。
剣士モード
「力の剣」を手に入れると不思議な力で剣士モードに変身できる。剣士モードでは力のアイテムを使って直接魔物と戦える。物語が進むと剣士モードで使える弓やバクダンも使えるようになる。剣士モード中はエネルを消費し、エネルは無の世界で補給可能。
カラクリ
カラクリ技師ダンペイが作ったゼンマイ式の芸術作品という設定のアイテムで、威力が高い反面、何度かダメージを受けると壊れてしまう。

## あらすじ
ハイラルの王女ゼルダは、魔物ガノンによってクリスタルに閉じ込められていた。リンクがガノンを倒してゼルダを助けようとした直後、リンクは謎の裂け目に飲み込まれてしまう。最後にリンクが矢を放ったことで、ゼルダは解放されるも、謎の裂け目はハイラル中に発生しており、彼女の父・ハイラル王や、ウギ将軍とサダリ大臣もそこに飲み込まれてしまう。裂け目から戻って来た3人は偽物とすり替わっており、ゼルダ姫を裂け目を発生させている張本人と糾弾して投獄する。そこへ妖精のトリィが現れ、モノ（魔物含む）をお借りしてコピーする力を持った杖「トリィロッド」を授かる。乳母のインパの助けでゼルダは脱出に成功するが、お尋ね者として手配されていたため、変装して冒険に出た。
その後、ゼルダはハイラル城を裂け目から解放し、本物の王を救出する。その際、彼女が「大いなる力」を狙う悪しき者に対抗する「知恵の姫巫女」であることが判明し、王家に伝わる旅装束を纏い、姫巫女として「大いなる力」を巡る戦いに身を投じる。

## 主なキャラクター

### 主要キャラクター
ゼルダ姫
ハイラルの王女で本作の主人公。
これまでのシリーズ作品とは異なり、基本的にはリンクと同様に自ら台詞を発することがなくなっている。
トリィ
牢獄に入れられたゼルダ姫の前に現れた妖精。記憶した物体を複製する力を持つ「トリィロッド」をゼルダ姫に与える。
裂け目を消すことができる一族で多くの仲間がおり、無の世界で魔物を倒すなどして仲間を助け出すことで役目を果たす。
リンク
ハイラルの剣士。敵に囚われたゼルダを救う際に、謎の裂け目に取り込まれ消息不明となる。やがてハイラル城の裂け目を消し脱出する際に何者かに襲われかけた際、突如現れて撃退するも捕らえられてしまう。
ゼルダ同様、無の世界でも動くことのできる特殊な存在で、姫巫女たるゼルダと並び立つ「勇者」である。ミナミノ村の出身で、裂け目から出る魔物と戦うことで「神隠し」を防いでいた。
無の世界では、裂け目に飲まれたリンクから生み出されたニセモノと何度か戦うことになる。ニセモノを倒すことで彼が持っていた装備を手に入れることができる。

### サブキャラクター

#### ハイリア人
ハイラル王
ゼルダ姫の父親。玉座にて裂け目が発生した時に娘を突き飛ばして庇い飲み込まれてしまう。戻って来た王はニセモノとすり替わっており、ゼルダ姫に無実の罪を着せて幽閉してしまう。
やがて裂け目が消え本物が救出された後は、姫巫女の過酷な運命を背負うゼルダを国王として支える。
ウギ将軍
ハイラル王の側近。王と共に裂け目に飲み込まれ、ニセモノとすり替わってしまった。
本物はジャブール水域の裂け目から救出され、以後は裂け目から出る黒い魔物の処理にあたる。
サダリ大臣
ハイラル王の側近。王と共に裂け目に飲み込まれ、ニセモノとすり替わってしまった。
本物はミナミノ森の裂け目から救出され、以後はルーベリと共に裂け目の調査を行う。
インパ
ゼルダ姫の乳母を務める老婆。指名手配されたゼルダ姫を信じて味方になってくれる。ハイラル兵3人を瞬く間に打ち倒すなど凄まじい強さを持つ。
その後、ゼルダが捕まっていた牢屋に入れられ、ハイラル城の裂け目の急拡大で裂け目に飲まれる。
ルーベリ
インパの兄。裂け目の研究をしている老人。
ミナミノ遺跡から発生した裂け目に飲まれていたが、ゼルダによって助け出され、サダリ大臣と共に調査にあたる。

#### ゲルド族
ハイラルの南西にあるゲルド砂漠に集落を持つ女性だけの民族。本作ではガノンとの関連性はない。
トーナ
ゲルド族の兵士長。魔物に絡まれていたところをゼルダ姫に助けられ、裂け目を消すゼルダを信じようとする。
セラム
ゲルド族族長。トーナの母でもある。
ファセット
ゲルド族族長補佐。神殿跡で裂け目の調査中に飲まれ、ニセモノとすり替わってしまう。

#### ゾーラ族
ジャブール水域に住まう半魚人種族。本作では海ゾーラと川ゾーラの2種族が別々の集落で暮らしている。
ドラッド
川ゾーラの族長。
クーシャ
海ゾーラの族長。
ジャブジャブさま
ゾーラ族の守り神とされる大魚。裂け目の発生後急に暴れ出し、水域に被害をもたらしているが、実際には本物は裂け目に飲まれ、そこから出てきたニセモノにすり替わっていた。

#### ゴロン族
オルディン火山に住まう種族。
ダルストン
ゴロン族の若き族長。

#### デクナッツ族
フィローネ湿原に住まう半植物種族。

#### ラネール地方
コンデ
ヘブラ山に住む獣人。冒険に出た兄の帰りを待ち続けている。経緯は不明だがトリィを視認できる。

#### ボスモンスター
本作のボスは無の世界に飲まれたダンジョンに潜んでおり、トリィの仲間たちを体内に封印している。倒してトリィの仲間を解放することで、裂け目を消すことができる。
ガノン
ミナミノ遺跡に現れ、ゼルダを幽閉していた豚面の大型魔物。トライデントを装備している。
ダイロック
ミナミノ遺跡のボス。岩石が集合した魔物。
モグリフォン
ゲルドの聖域のボス。砂を操る大型のモグラのような魔物。
ウズヨビ
ジャブール遺跡のボス。渦潮を起こす力を持つ魚型の魔物。
ガノン(ニセモノ)
ハイラル城のボス。闇の力で作られたカリモノのガノン。
ヴァルバジア
オルディンの神殿のボス。マグマに潜む竜。
ゴーマ
フィローネの神殿のボス。背中に目玉を持つ大蜘蛛。
フリブレイズ
ラネールの神殿のボス。白い体毛に覆われた獣人型の魔物。
ヌゥル
本作の最終ボス。無の世界に住まう存在で、裂け目を生み出していた黒幕。その強欲な所業を見かねた三女神によって無の世界ごと封印されたが、ハイラルの大地を無の世界に取り込もうと裂け目を生み出していた。三女神が残した「大いなる力」を狙っている。

## 開発
開発はグレッゾ。プロデューサーの青沼は3Dの『ゼルダの伝説 ブレス オブ ザ ワイルド』等とは別に2Dのトップビュー型のゼルダをシリーズとして確立したいと考えており、グレッゾが開発したSwitch版『ゼルダの伝説 夢をみる島』がSwitch世代への新たなアプローチとなったことから2Dゼルダ完全新作の開発に至った。グレッゾ内でコンペを行い「コピー＆ペーストでオリジナルのダンジョンをつくるエディットダンジョン」を1年くらい試作していたが、青沼はこのシステムで普通にフィールドで敵と戦うのも悪くないと考え、これが「カリモノ」の原型となった。
フィールド内のものをコピー＆ペーストという遊び方故、あらゆる場所に出現させてもゲームとして破綻が起きないようにすることや、魔物を味方としても運用できる必要があったことに加え、サイドビューのフィールドも混在していたことから、「カリモノ」のアイディア出しには時間がかかった。特に開発者を悩ませたカリモノが「水のかたまり」であり、サイドビューでは平面的な水の表現が通用するが、トップビューでは水が立体構造になる分、立方体の水を登場させる必要があったことに加え、プレイヤーがその中で泳げる必要があった。「水のかたまり」同士をブロックとしてつなげる仕組みを作ったところ、継ぎ目からプレイヤーが飛び出してしまうこともあった。
さらに、カリモノの数が多いことから、プレイヤーがそれを忘れてしまわぬよう、一つ一つの機能を整理して、プレイヤーが選びやすくする配慮が取られた。
当初は従来通り主人公がリンクと考えていたが、「剣と盾があるとカリモノを使わなくなる」という懸念があり、剣も盾も使わないゼルダを主人公に据えることとなった。そうなると、王族かつ、周囲に戦闘要員がいるゼルダがなぜ旅に出なくてはならないのかという理由を丁寧に作りこむ必要があった。単にモンスターがハイラルを徘徊しているだけでは動機としては不十分であるため、様々な案が出され、時にはスタッフから「ゼルダを冒険に出せない」といった意見が寄せられることもあった。最終的には、ハイラル中に多数の裂け目が現れ、国の変容を防ぐためにゼルダが奔走するという案が採用された。すると今度は裂け目をどう表現するかという課題が持ち上がった。しかも裂け目はあちこちに現れるという設定のため、場所を問わずに設置できる必要があるなど、様々な条件が課された。青沼も普段戦わない人物が主役の世界で残酷な表現は避けたかったが、ハイラルに迫る危機を表現するのに悩んだと振り返っている。また、開発スタッフはゼルダの衣装のデザインに悩んだ。普通の冒険服も考えられたが、最初からそれが用意されているのはおかしいということで却下された。かといって既存の衣装ではなかなかしっくりくるものが見当たらなかった。折しも、寺田は冒険を重ねて強くなったことを表現するため、フードをかぶったリンクのデザインを青沼に提出したところ、青沼からゼルダにもそれをかぶせてはどうかと提言がよせられ、最終的にはそれが採用された。青沼はこのデザインについてリンクを探すという本作のテーマを常に感じられるようになって良かったと述懐している。さらにそこから発展して、「剣士モード」もできた。

## 評価
高橋祐介は、「4Gamer.net」に寄せた記事の中で、Switch版『ゼルダの伝説 夢をみる島』の流れをくむ、ジオラマのような箱庭世界や人形のようなキャラクターデザインがかわいらしかったと評価している。システム面について、高橋は予想外のハプニングが起きやすい点から『ゼルダの伝説 ブレス オブ ザ ワイルド』その続編『ゼルダの伝説 ティアーズ オブ ザ キングダム』に通ずるとし、試行錯誤するだけでも楽しく、それが謎解きにつながるところも面白いと評価しており、シンクは『ゼルダの伝説 ブレス オブ ザ ワイルド』のマグネキャッチをより遊びやすくした感じだったと述べている。以上のことから、高橋は本作をゼルダシリーズの入門編と称している。
稲元徹也は「Game Watch」に寄せた記事の中で、グラフィックがSwitch版『ゼルダの伝説 夢をみる島』のそれだったため、さくっと遊べる小品かと思いきや、とんでもないボリュームと手ごたえを感じたと評しており、剣と盾による爽快なアクションが減った分、知恵を駆使した戦略性の高い攻防が新たなファンを引き付けるだろうと期待を述べている。